# لورن یونگ
لورن یونگ (انگلیسی: Lauren Young؛ زادهٔ ۸ نوامبر ۱۹۹۳) یک هنرپیشه اهل ایالات متحده آمریکا است. وی از سال ۲۰۰۶ میلادی تاکنون مشغول فعالیت بوده‌است.